# Cancato

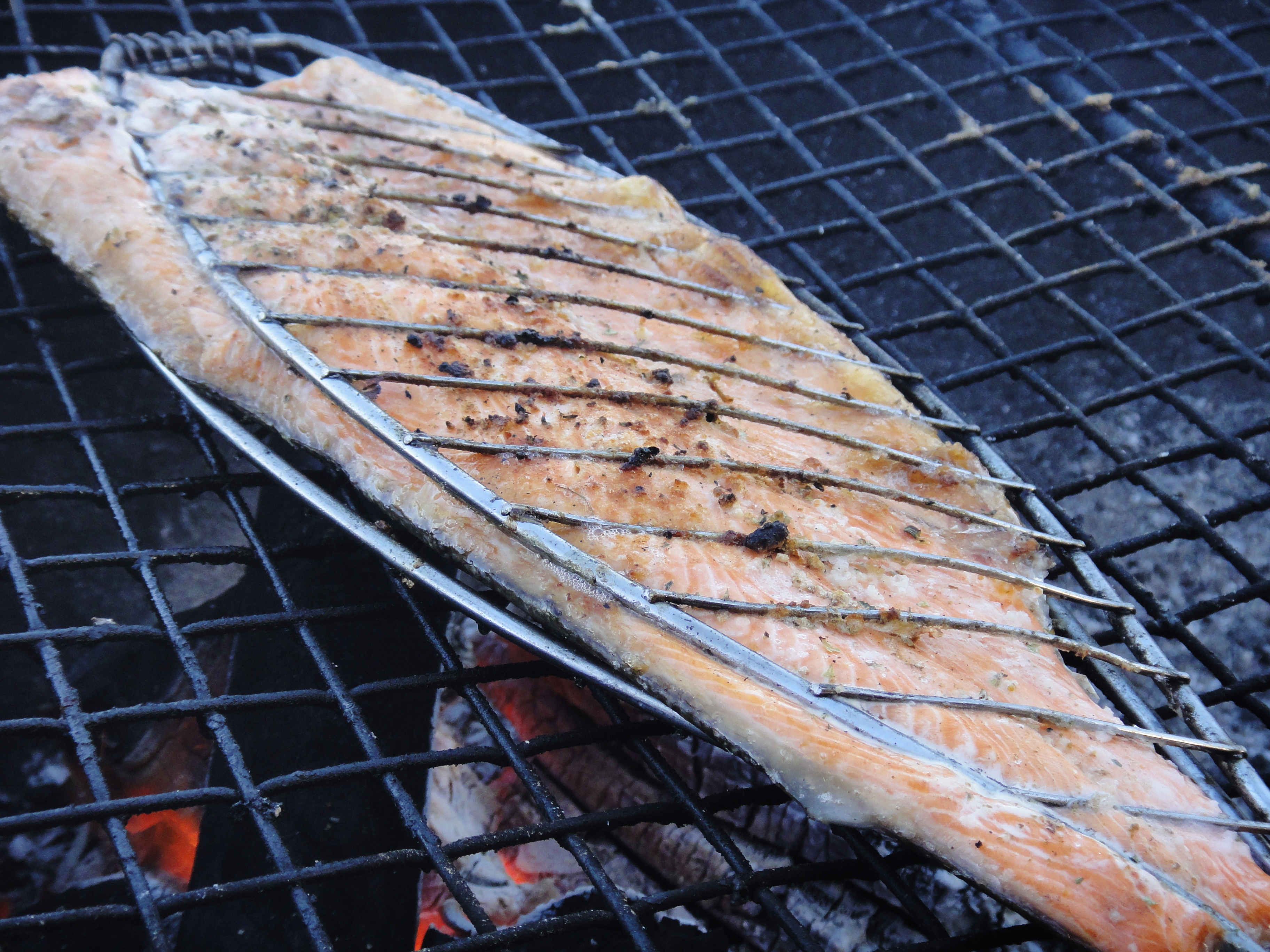
Preparación de un cancato de salmón en una parrilla cancatera.

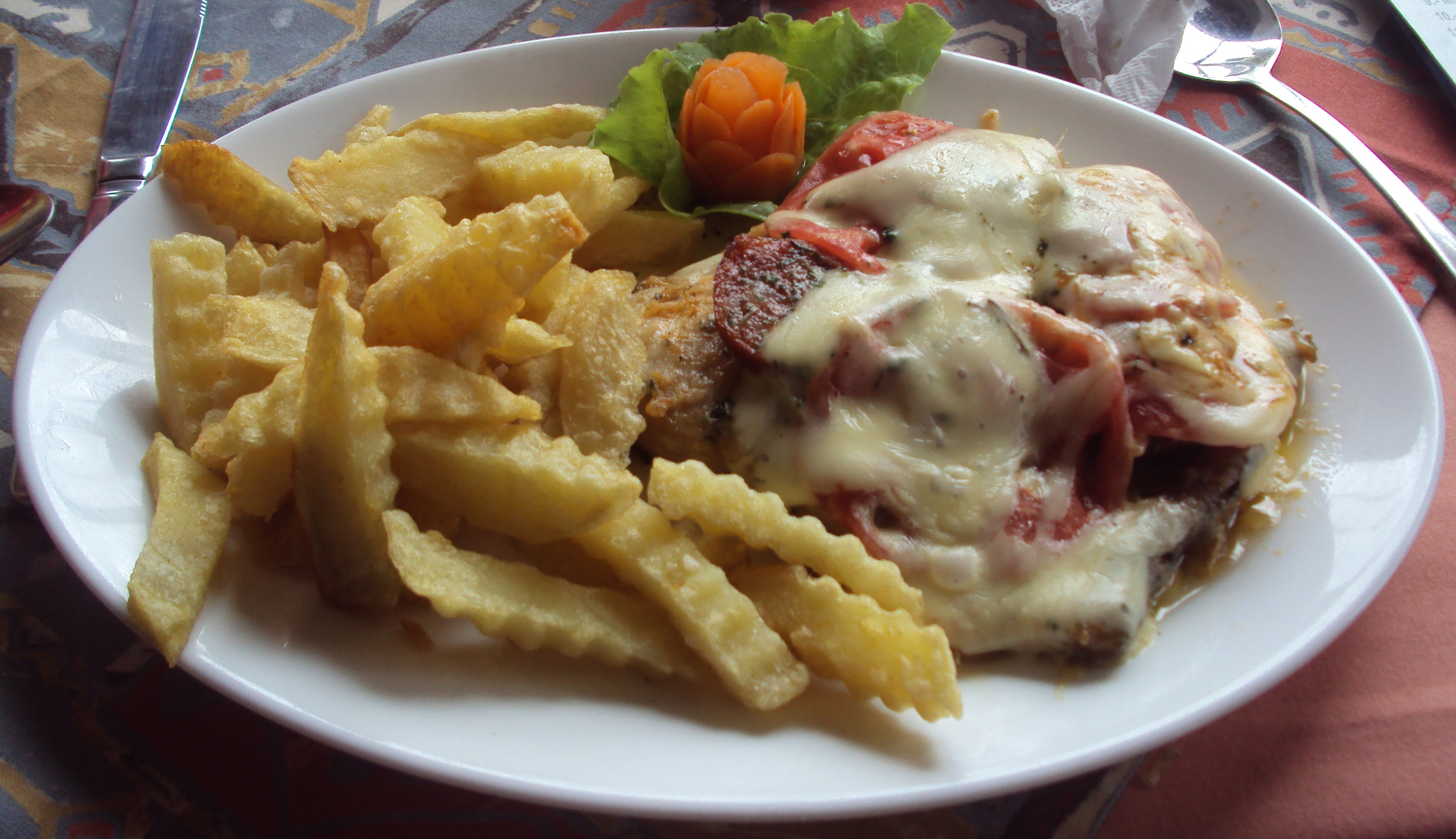
Un cancato de sierra con queso, longaniza y tomate, acompañado de papas fritas.

El cancato es un plato de pescado asado típico de la gastronomía del sur de Chile, especialmente de la cocina de Chiloé y de la cocina de la provincia de Llanquihue.

## Preparación
Para la preparación del cancato se usan pescados de carne firme, como la sierra o, desde fines del siglo XX, el salmón. El sistema tradicional consiste en abrir un pescado y hacer pasar pequeños trozos de madera, como varillas de quila, para que se mantenga abierto, luego aprisionarlo dentro de una rama partida que se clava en el suelo y asarlo al calor de una fogata. Existen también parrillas especiales o «cancateras» que están formadas por dos piezas unidas con bisagras y así se puede meter el pescado en su interior y hacerlo girar sin inconvenientes.
En los restaurantes de la zona se vende una versión de este plato preparada al horno. En este caso, usualmente se hornea un trozo de salmón o dos hasta dorarlos, pero sin perder la humedad de la carne. Antes de alcanzar su punto, se le agrega encima o en su interior tomate y longaniza, ambas en rodajas, y luego se le añade queso en láminas con un poco de aceite y orégano. Se retira del horno y se sirve una vez que el queso se haya derretido lo suficiente.

## Etimología
El término es de origen mapuche, pues en mapudungun, kangkatu y kangka significan ‘carne asada’, derivados de kangkan (‘asar’), tomado a su vez de un verbo quechua con el mismo significado. La expresión mapuche pasó al castellano chilote como «canca» (‘asado’) y «hacer canca» (‘asar’); luego, «hacer cancato» designó a la actividad específica de «asar pescado».